# Badminton bei den Canada Games 2023
Bei den Canada Games 2023 an der University of Prince Edward Island in Charlottetown wurden vom 28. Februar bis zum 5. März 2023 fünf Einzeldisziplinen und ein Teamwettbewerb im Badminton ausgetragen. Das Einzelturnier fand an den ersten drei Tagen statt, der Mannschaftswettbewerb an den verbleibenden drei Tagen.

## Sieger und Platzierte
| Disziplin    | Gold                      | Silber                          | Bronze                             |
| ------------ | ------------------------- | ------------------------------- | ---------------------------------- |
| Herreneinzel | Timothy Lock              | Thomas Ashton                   | Anthony Wong                       |
| Dameneinzel  | Chloe Hoang               | Ritu Shah                       | Natalie Nakatsui                   |
| Herrendoppel | Ivan Li Colin Jia         | Alexander Bianchini Andrew Choi | Gurbaksh Saini Jadon Kai Hay Tsang |
| Damendoppel  | Sophia Nong Jessica Cheng | Jeslyn Hei Yin Chow Sharon Au   | Samantha Hui Catherine Plante      |
| Mixed        | Timothy Lock Chloe Hoang  | Colin Jia Sharon Au             | Ivan Li Jessica Cheng              |
| Team         | Ontario                   | Alberta                         | British Columbia                   |

## Medaillenspiegel
| Platz | Land             | Gold | Silber | Bronze | Gesamt |
| ----- | ---------------- | ---- | ------ | ------ | ------ |
| 1     | Ontario          | 6    | 2      | 1      | 9      |
| 2     | Nova Scotia      | 0    | 2      | 0      | 2      |
| 3     | Alberta          | 0    | 1      | 2      | 3      |
| 4     | Québec           | 0    | 1      | 1      | 2      |
| 5     | British Columbia | 0    | 0      | 2      | 2      |
|       | Total            | 6    | 6      | 6      | 18     |